# Svenja Schlicht
Svenja Schlicht (Alemania, 26 de junio de 1967) es una nadadora alemana retirada especializada en pruebas de estilo libre y estilo espalda, donde consiguió ser subcampeona olímpica en 1984 en los 4 x 100 metros estilos.

## Carrera deportiva
En los Juegos Olímpicos de Los Ángeles 1984 ganó la medalla de plata en los relevos de 4 x 100 metros estilos (nadando el largo de espalda), con un tiempo de 4:11.97 segundos, tras Estados Unidos (oro) y por delante de Canadá (bronce), siendo sus compañeras de equipo las nadadoras: Ute Hasse, Ina Beyermann y Karin Seick.